# Кіт у кутку
«Кіт у кутку» – дитяча гра для п'яти гравців.

## Опис
Ареною для гри обирається двір, майданчик, кімната або інша квадратна площадка з чотирма кутами, стовпами або деревами, рівновіддаленими одне від одного. Один з гравців називається «Кіт» і займає своє місце в центрі арени. Кожен з інших чотирьох гравців обирає один з кутів і займає там своє місце. Гра починається з того, що чотири кутові гравці намагаються помінятися місцями один з одним у будь-якому напрямку. «Кіт» намагається зайняти кут під час обміну. Якщо йому це вдається, гравець, який залишився без кута, стає «Котом» і займає місце в центрі арени. Гра продовжується аналогічним чином. Якщо гравці A і B намагаються обмінятися кутами, і A отримує кут B, але кут A отримує «Кіт», то «Котомт» стає B, а не A.

## Додаткова інформація
- Child, Lydia Maria (1863) The Girl's Own Book; new ed. by Mrs. R. Vallentine. London: Tegg; p. 13-14 (Puss, Puss in the Corner!)